# Heterospilus koebelei
Heterospilus koebelei är en stekelart som först beskrevs av William Harris Ashmead 1893.  Heterospilus koebelei ingår i släktet Heterospilus och familjen bracksteklar. Inga underarter finns listade i Catalogue of Life.